# Tombé du nid

Tombé du nid est un téléfilm français réalisé par Édouard Molinaro en 1999.

## Synopsis
Max, un adolescent, vit difficilement son passage à l'âge adulte. À 16 ans, il est constamment en conflit avec ses parents. Son père, Yvon, fabricant de verrous et d'alarmes, ne comprend pas ce fils rebelle. Inquiet pour son avenir, il noie les ambitions de Max dans un discours maladroit. Lui-même un peu gauche, il ne sait comment lui montrer son affection. Un fossé se creuse. Un jour, Max sort sans l'autorisation de ses parents afin de participer à une soirée organisée par un copain. Sur place, il rencontre son premier véritable amour, Audrey. Mais le jeune homme est également insolent et se fait bientôt exclure de son lycée. Son père réagit violemment, et l'adolescent décide de s'enfuir...

## Fiche technique
- Réalisateur : Édouard Molinaro
- Scénariste : Alain Godard
- Pays de production :  France
- Durée : 95 minutes
- Genre : Drame
- Durée : 95 minutes
- Date de sortie : 18 octobre 1999

## Distribution
- Aurélien Wiik : Max Andrieux
- Virginie Lemoine : Sonia Andrieux
- Bruno Solo : Yvon Andrieux
- Julie Legein : Laetitia
- Marie Legein : Sophie
- Laurence Piraux : Audrey
- Maï Drah : Sarah
- Aurélien Ringelheim : Hugo
- Didier De Neck : Le père d'Hugo
- Julie Basecqz : Marie
- David Neyts : Étudiant
- Marie-Paule Kumps : La mère de Julie
- Lionel Chapelle : Jacques
- Alain Leempoel : Robert
- Manuela Servais : Josette
- Florence Thomas : Catherine
- Anne De Roover : Pradier
- Michel Israël : Fourcade